# Paseo de Linarejos
El Paseo de Linarejos es una avenida ubicada en Linares, España.

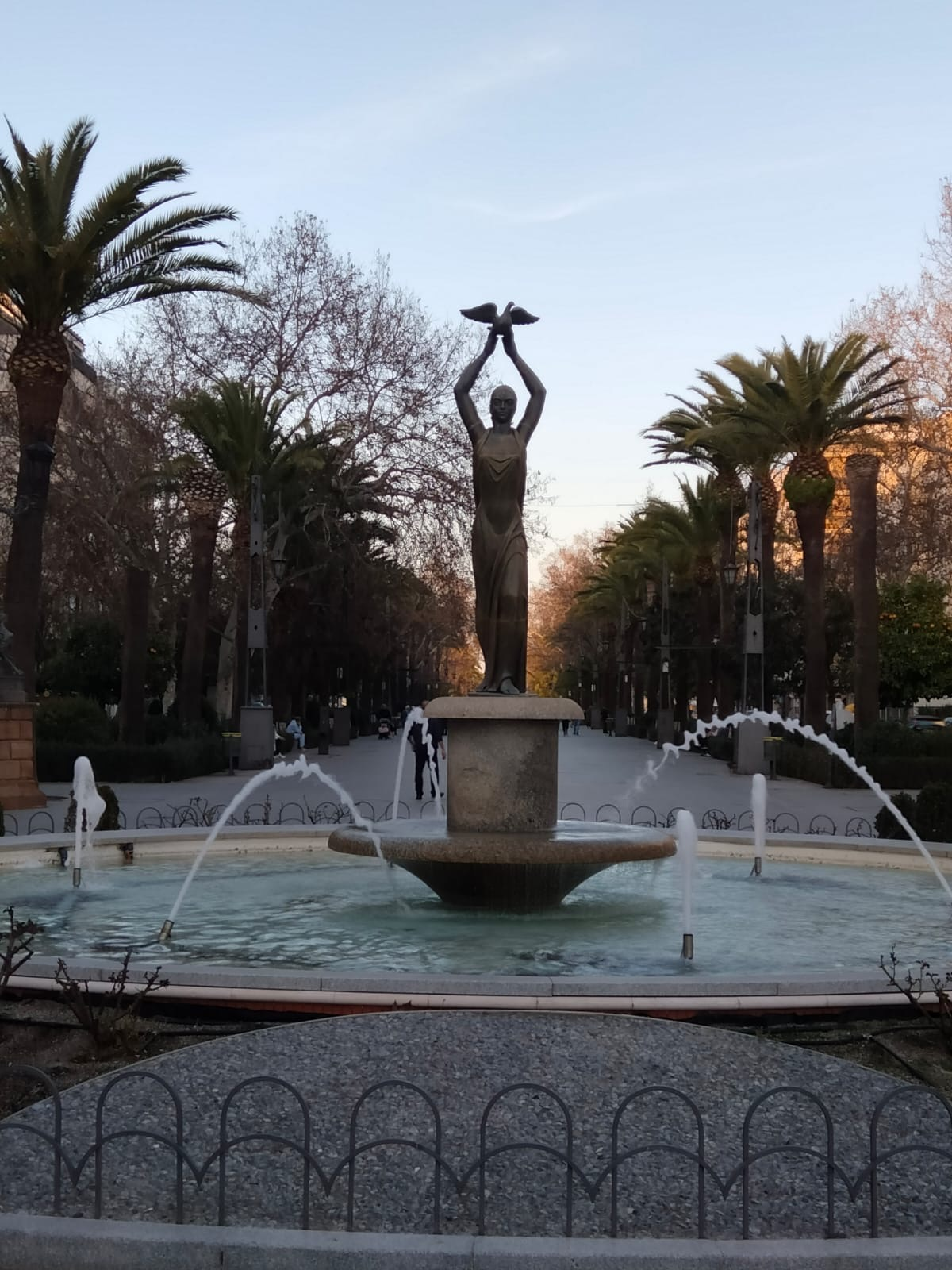
Paseo de Linarejos desde la fuente de La Constitución, "La paloma"

## Contexto
Este emblemático bulevar arbolado se extiende desde el centro urbano hasta el Santuario de la Virgen de Linarejos, patrona de la ciudad. Considerado el pulmón verde de Linares, este paseo destaca por su valor histórico, cultural y paisajístico.

## Historia
El Paseo de Linarejos tiene su origen en el siglo XIX, empezándose a construir en 1843 y terminándose en 1875, durante el reinado de Alfonso XII, en pleno auge minero de Linares. La prosperidad económica derivada de la minería impulsó el desarrollo urbanístico de la ciudad y la creación de espacios públicos representativos.
El trazado del paseo fue concebido para conectar el centro de Linares con el Santuario de la Virgen de Linarejos, facilitando el acceso de los fieles a este lugar de culto. Esta ermita se construyó con el motivo de la aparición de la virgen a un pastor en el año 1227, un 5 de agosto. A lo largo de los años, ha sido remodelado en varias ocasiones, incorporando jardines, fuentes y mobiliario urbano que han enriquecido su estética y funcionalidad.
En sus primeros años, el paseo sirvió como punto de reunión de la burguesía linarense y escenario de eventos culturales y sociales. Actualmente, sigue siendo uno de los lugares más concurridos de la ciudad.

## Descripción

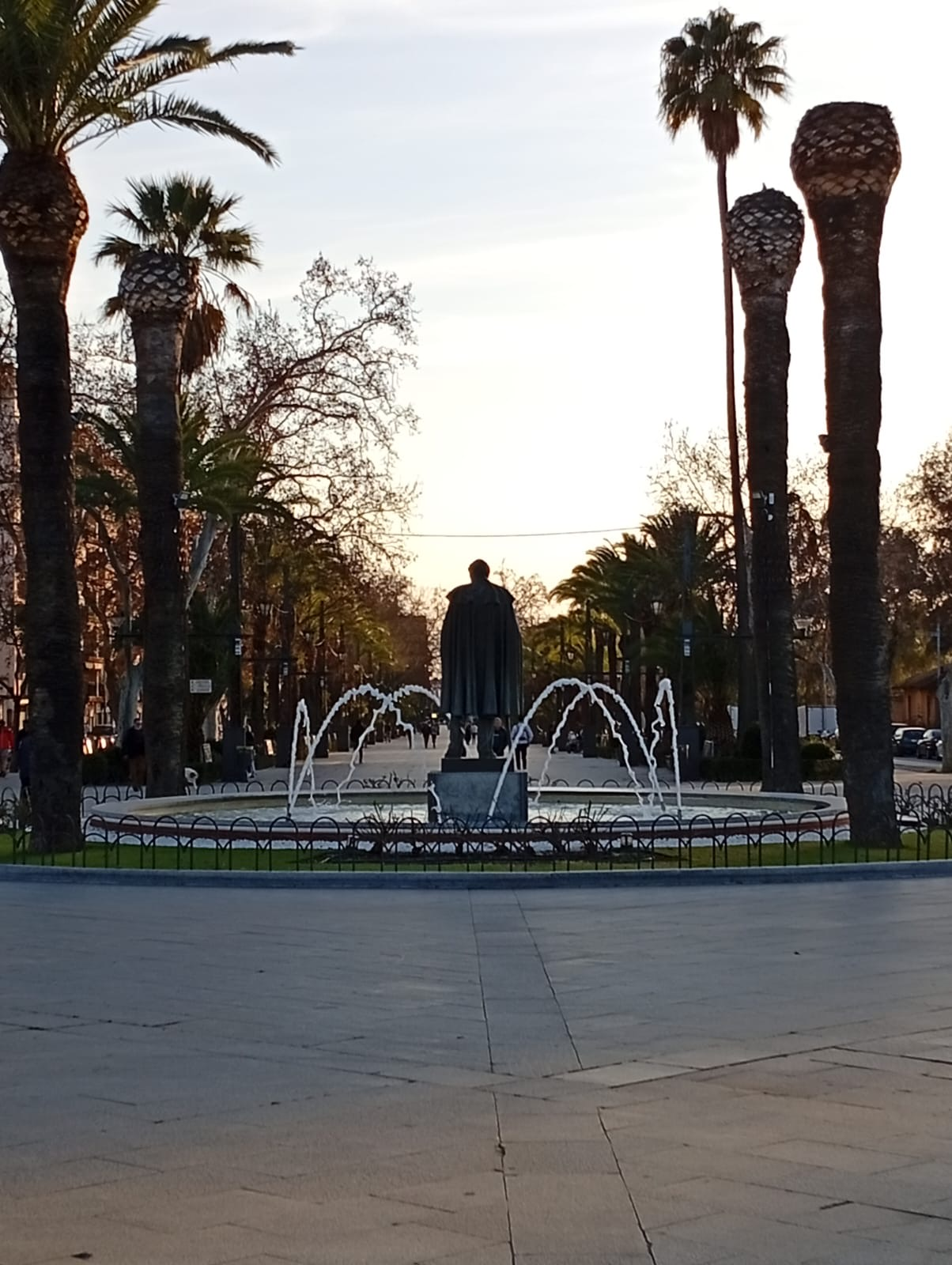
Monumento a Andrés Segovia

El Paseo de Linarejos comienza en la fuente de La Constitución, conocida localmente como "La Paloma" en el centro de Linares, y finaliza en La Glorieta de América, reconocible por el monumento al guitarrista linarense Andrés Segovia. Su recorrido abarca medio kilómetro de longitud y una anchura de unos 28 metros. Es uno de los lugares más concurridos de la ciudad, perfecto para pasear y contemplar la historia de la localidad.
El Paseo está repleto de bancos a cada uno de sus lados, unos bancos que contienen imágenes, historias y curiosidades acerca de Linares. Temas como el aspecto inicial de los lugares más populares, su pasado minero, personajes ilustres o el equipo de fútbol, son los temas protagonistas que le dan un color especial a los bancos, perfectos para descansar y descubrir historias. Al lateral del Paseo de Linarejos, se puede contemplar la Estación de Madrid, otro de los edificios más emblemáticos de la localidad minera.

## Historias y Tradiciones
El Paseo de Linarejos es el escenario de diversas celebraciones y eventos a lo largo del año, entre los que destacan:
• Romería de la Virgen de Linarejos, en la que los devotos recorren el paseo en procesión hasta el santuario.
• Fiestas y actividades culturales, organizadas por el Ayuntamiento de Linares.
• Ferias y mercadillos ocasionales, que dinamizan la vida social y comercial de la ciudad.
• Portada del alumbrado de las Reales Ferias y Fiestas de San Agustín, la gente se reúne para empezar el primer día de Feria en este lugar, desde la Fuente de "La Paloma" hasta la de Andrés Segovia